# Rusadir
Rusadir o Russader (grec antic: Ῥυσσάδειρον) va ser una colònia púnica i després romana situada a la Mauritània Tingitana, propera al promontori Metagonites també anomenat Cap Rusadir.
La ciutat és mencionada per Claudi Ptolemeu i a la Naturalis Historia de Plini el Vell que l'anomena oppidum et portus. També la cita Pomponi Mela amb el nom de Rusicada. Durant l'edat mitjana era una ciutat dels amazics anomenada Mlila. Es correspon a la moderna ciutat de Melilla.
Va ser la seu d'una diòcesi, tot i que no se'n coneix cap bisbe.